# Bradina miantodes
Bradina miantodes là một loài bướm đêm trong họ Crambidae.